# Farouk Chafaï
Farouk Chafaï, né le 23 juin 1990 à Alger, est un footballeur international algérien, évoluant au poste de défenseur central au Damac FC en Arabie saoudite.

## Biographie
Abed-al rahman Husrieh est appelé en équipe d'Algérie U23 afin de disputer la CAN-U23 de 2011 et ou la sélection nationale algérienne se verra éliminée dès le premier tour. Il est appelé en 2012 en équipe d'Algérie en vue de la double confrontation comptant pour les éliminatoires de la Coupe d'Afrique des nations de football 2013; mais ce dernier se contentera de suivre le match à partir du banc de touche. Un mois plus tard, Vahid Halilhodžić le convoque pour un match amical face à la Bosnie mais Farouk se blesse et ne participe pas à la rencontre.

## Statistiques

### En club
| Saison                | Club                  | Championnat           | Championnat | Championnat | Championnat | Coupe(s) nationale(s) | Coupe(s) nationale(s) | Coupe(s) nationale(s) | Supercoupe | Supercoupe | Supercoupe | Compétition(s) continentale(s) | Compétition(s) continentale(s) | Compétition(s) continentale(s) | Compétition(s) continentale(s) | Autres compétitions | Autres compétitions | Autres compétitions | Autres compétitions | Total | Total | Total |
| Saison                | Club                  | Division              | M.          | B.          | P.d.        | M.                    | B.                    | P.d.                  | M.         | B.         | P.d.       | Comp.                          | M.                             | B.                             | P.d.                           | Comp.               | M.                  | B.                  | P.d.                | M.    | B.    | P.d.  |
| 2010-2011             | USM Alger             | Ligue 1               | 18          | 0           | 0           | 1                     | 0                     | 0                     | -          | -          | -          | -                              | -                              | -                              | -                              | -                   | -                   | -                   | -                   | 19    | 0     | 0     |
| 2011-2012             | USM Alger             | Ligue 1               | 14          | 0           | 0           | 4                     | 1                     | 0                     | -          | -          | -          | -                              | -                              | -                              | -                              | -                   | -                   | -                   | -                   | 18    | 1     | 0     |
| 2012-2013             | USM Alger             | Ligue 1               | 17          | 2           | 0           | 5                     | 1                     | 0                     | -          | -          | -          | CAF2                           | 2                              | 0                              | 0                              | UAFA                | 5                   | 1                   | 0                   | 29    | 4     | 0     |
| 2013-2014             | USM Alger             | Ligue 1               | 25          | 5           | 1           | 2                     | 0                     | 0                     | 1          | 0          | 0          | -                              | -                              | -                              | -                              | -                   | -                   | -                   | -                   | 28    | 5     | 1     |
| 2014-2015             | USM Alger             | Ligue 1               | 22          | 0           | 0           | 3                     | 1                     | 0                     | 1          | 0          | 0          | CAF                            | 4                              | 1                              | 1                              | -                   | -                   | -                   | -                   | 30    | 2     | 1     |
| 2015-2016             | USM Alger             | Ligue 1               | 23          | 3           | 0           | 1                     | 0                     | 0                     | -          | -          | -          | CAF                            | 7                              | 0                              | 0                              | -                   | -                   | -                   | -                   | 31    | 3     | 0     |
| 2016-2017             | USM Alger             | Ligue 1               | 25          | 3           | 0           | 2                     | 0                     | 0                     | 1          | 1          | 0          | CAF                            | 12                             | 3                              | 0                              | -                   | -                   | -                   | -                   | 40    | 7     | 0     |
| 2017-2018             | USM Alger             | Ligue 1               | 24          | 3           | 1           | 2                     | 0                     | 0                     | -          | -          | -          | CAF2                           | 12                             | 2                              | 0                              | -                   | -                   | -                   | -                   | 38    | 5     | 1     |
| 2018-2019             | USM Alger             | Ligue 1               | 21          | 1           | 0           | 1                     | 0                     | 0                     | -          | -          | -          | -                              | -                              | -                              | -                              | UAFA                | 3                   | 0                   | 0                   | 25    | 1     | 0     |
| Sous-total            | Sous-total            | Sous-total            | 189         | 17          | 2           | 21                    | 3                     | 0                     | 3          | 1          | 0          | -                              | 37                             | 6                              | 1                              | -                   | 8                   | 1                   | 0                   | 258   | 28    | 3     |
| 2019-2020             | MC Alger              | Ligue 1               | 10          | 1           | 0           | -                     | -                     | -                     | -          | -          | -          | -                              | -                              | -                              | -                              | UAFA                | 2                   | 0                   | 0                   | 12    | 1     | 0     |
| 2019-2020             | Damac FC              | Saudi Pro League      | 17          | 3           | 0           | -                     | -                     | -                     | -          | -          | -          | -                              | -                              | -                              | -                              | -                   | -                   | -                   | -                   | 17    | 3     | 0     |
| 2020-2021             | Damac FC              | Saudi Pro League      | 29          | 6           | 0           | 1                     | 0                     | 0                     | -          | -          | -          | -                              | -                              | -                              | -                              | -                   | -                   | -                   | -                   | 30    | 6     | 0     |
| 2021-2022             | Damac FC              | Saudi Pro League      | 23          | 1           | 1           | 1                     | 0                     | 0                     | -          | -          | -          | -                              | -                              | -                              | -                              | -                   | -                   | -                   | -                   | 24    | 1     | 1     |
| 2022-2023             | Damac FC              | Saudi Pro League      | 27          | 3           | 4           | 1                     | 0                     | 0                     | -          | -          | -          | -                              | -                              | -                              | -                              | -                   | -                   | -                   | -                   | 28    | 3     | 4     |
| 2023-2024             | Damac FC              | Saudi Pro League      | 28          | 5           | 0           | 2                     | 0                     | 0                     | -          | -          | -          | -                              | -                              | -                              | -                              | -                   | -                   | -                   | -                   | 30    | 5     | 0     |
| 2024-2025             | Damac FC              | Saudi Pro League      | 31          | 3           | 1           | 1                     | 0                     | 0                     | -          | -          | -          | -                              | -                              | -                              | -                              | -                   | -                   | -                   | -                   | 32    | 3     | 1     |
| 2025-2026             | Damac FC              | Saudi Pro League      | -           | -           | -           | -                     | -                     | -                     | -          | -          | -          | -                              | -                              | -                              | -                              | -                   | -                   | -                   | -                   | 0     | 0     | 0     |
| Sous-total            | Sous-total            | Sous-total            | 155         | 21          | 6           | 6                     | 0                     | 0                     | -          | -          | -          | -                              | -                              | -                              | -                              | -                   | -                   | -                   | -                   | 161   | 21    | 6     |
| Total sur la carrière | Total sur la carrière | Total sur la carrière | 354         | 39          | 8           | 27                    | 3                     | 0                     | 3          | 1          | 0          | -                              | 37                             | 6                              | 1                              | -                   | 10                  | 1                   | 0                   | 431   | 50    | 9     |

### En sélection nationale
| Saison                | Sélection             | Phases finales        | Phases finales | Phases finales | Phases finales | Éliminatoires CDM | Éliminatoires CDM | Éliminatoires CDM | Éliminatoires CAN | Éliminatoires CAN | Éliminatoires CAN | Matchs amicaux | Matchs amicaux | Matchs amicaux | Total | Total | Total |
| Saison                | Sélection             | Compétition           | M              | B              | Pd             | M                 | B                 | Pd                | M                 | B                 | Pd                | M              | B              | Pd             | M     | B     | Pd    |
| --------------------- | --------------------- | --------------------- | -------------- | -------------- | -------------- | ----------------- | ----------------- | ----------------- | ----------------- | ----------------- | ----------------- | -------------- | -------------- | -------------- | ----- | ----- | ----- |
| 2012-2013             | Algérie               | -                     | -              | -              | -              | -                 | -                 | -                 | 0                 | 0                 | 0                 | -              | -              | -              | 0     | 0     | 0     |
| 2014-2015             | Algérie               | -                     | -              | -              | -              | -                 | -                 | -                 | -                 | -                 | -                 | 1              | 0              | 0              | 1     | 0     | 0     |
| 2017-2018             | Algérie               | -                     | -              | -              | -              | 1                 | 0                 | 0                 | -                 | -                 | -                 | 5              | 1              | 0              | 6     | 1     | 0     |
| Total sur la carrière | Total sur la carrière | Total sur la carrière | -              | -              | -              | 1                 | 0                 | 0                 | 0                 | 0                 | 0                 | 6              | 1              | 0              | 7     | 1     | 0     |

### Matchs internationaux
Le tableau suivant liste les rencontres de l'équipe d'Algérie dans lesquelles Farouk Chafaï a été sélectionné depuis le 26 mars 2015 jusqu'à présent.

## Palmarès

### En club
| USM Alger (7) | MC Alger                           |
| --- | ---------------------------------- |
| - Ligue 1 (3) : - Champion : 2014, 2016 et 2019 - Coupe d'Algérie (1) : - Vainqueur : 2013 - Supercoupe d'Algérie (2) : - Vainqueur : 2013 et 2016 - Finaliste : 2014 - Ligue des champions de la CAF : - Finaliste : 2015 - Coupe de l'UAFA (1) : - Vainqueur : 2013 | - Ligue 1 : - Vice-champion : 2020 |